# Калабатка
Калабатка — хутор в Славянском районе Краснодарского края. Входит в состав Черноерковского сельского поселения.

## История
Первыми жителями были рыбачьи ватаги черноморских казаков, которые стали селиться на месте современного хутора в начале XIX века.

## Название
Название в переводе с черкесского обозначает «сжигатель крепости» – калабат. 

## Инфраструктура
Хутор электрифицирован и газифицирован, имеется водозабор. Дороги с твёрдым гравийным покрытием и грунтовые. Расстояние до районного центра – 56 км. По хутору протекает ерик Терноватый.

### Улицы
Список улиц хутора Калабатка:
- ул. Калабатка

## Население
| 2002 | 2010 |
| ---- | ---- |
| 55   | ↘45  |